# The Fortec Conspiracy
The Fortec Conspiracy là cuốn tiểu thuyết khoa học viễn tưởng phát hành năm 1968 của Richard M. Garvin và Edmond G. Addeo nói về vật liệu và thi thể của người ngoài hành tinh đang được quân đội Mỹ nghiên cứu tại Căn cứ không quân Wright–Patterson.

## Cảm hứng
The Fortec Conspiracy trích dẫn rõ ràng từ cuốn sách phi hư cấu năm 1966 mang tên Incident at Exeter của John G. Fuller.  Trong sách đó, Fuller viết:  "Tôi đã biết sau khi bắt đầu nghiên cứu này, có những tin đồn thường xuyên và liên tục (và chúng chỉ là tin đồn) rằng trong một nhà xác tại Sân bay Wright-Patterson, Dayton, Ohio, có chứa khoảng nửa tá thi thể hình người nhỏ, cao không quá bốn feet rưỡi, bằng chứng về một trong số ít lần tàu vũ trụ ngoài hành tinh tự cho phép mình bị hỏng hoặc rơi vào tay Người Trái Đất bán khai".(tr58)(tr82)

## Tóm tắt
Nội dung trong sách xoay quanh chương trình Fortec của Không quân Mỹ, là tên viết tắt của Ban Công nghệ Nước ngoài (Foreign Technology Division), chịu trách nhiệm nghiên cứu và phân tích ngược tiến bộ kỹ thuật của các quốc gia khác. Vị anh hùng trong tiểu thuyết gọi là Barney Russom bỗng nhiên được giới chức quân đội báo tin người anh sinh đôi Bob, vốn là nhà nghiên cứu của Fortec, đã tự tử. Barney tỏ ra hoài nghi về câu chuyện này nên vội tới đào quan tài anh mình lên để rồi chỉ tìm thấy mỗi cái xác của một người đàn ông khác.
Barney phát hiện ra chiếc phi thuyền của người ngoài hành tinh bị rơi ở Na Uy và thi thể của bọn họ trên xe hiện đang được lưu trữ tại Fortec thuộc Căn cứ không quân Wright–Patterson. Anh ta bèn đột nhập vào Fortec và đánh cắp xác của một trong những người ngoài hành tinh này, rồi leo lên ô tô và máy bay cao chạy xa bay. Barney dự định nói sự thật cho cả thế giới biết nhưng giờ đây thấy mình bị truy lùng trong cuộc rượt đuổi xuyên quốc gia. Hóa ra người ngoài hành tinh đó đang chứa một loại vi-rút truyền nhiễm chết người.
Bìa sau của sách này đưa ra lời giải thích: "Nhà khoa học Barney Russom quyết tâm tìm ra sự thật đằng sau cái chết khả nghi của người anh sinh đôi, vì anh ta biết phía Không quân đã nói dối về cái chết này. Thế nhưng Barney chẳng thể nào biết được sự thật khốc liệt đằng sau lời nói dối cho đến khi anh ta thâm nhập vào được hệ thống an ninh của FORTEC và tận mắt chứng kiến những gì Chính phủ đang che giấu: năm chiếc quan tài nhỏ xíu — và bên trong đó đang niêm phong căn bệnh ngoài hành tinh đe dọa hủy diệt cả thế giới này".

## Đón nhận và tác động
Năm 1974, tác giả khoa học viễn tưởng và người đam mê UFO Robert Spencer Carr bắt đầu công khai tuyên bố rằng số thi thể người ngoài hành tinh từ vụ rơi UFO ở Aztec, New Mexico được phía quân đội lưu giữ tại khu "Hangar 18" thuộc Wright–Patterson.  
Không quân công khai phủ nhận tuyên bố này và lưu ý mọi người rằng "một số yếu tố trong câu chuyện của Carr tương tự như... The Fortec Conspiracy". Câu chuyện về "Hangar 18" của Carr được chuyển thể thành phim năm 1980.  Nhà nghiên cứu văn hóa dân gian Toby Smith bận tâm đến ảnh hưởng của các tác phẩm này đối với huyền thoại về biến cố Roswell, lập luận rằng "The Fortec Conspiracy đã làm khuấy động tin đồn về Dayton-Roswell nhiều như Hangar 18".(tr82)